# Блажі
Блажі (рос. Блажи) — присілок в Пушкіногорському районі Псковської області Російської Федерації.
Населення становить 125 осіб. Входить до складу муніципального утворення Муніципальне утворення Пушкіногор'я.

## Історія
Від 2015 року входить до складу муніципального утворення Муніципальне утворення Пушкіногор'я.

## Населення
| 2001 | 2002 | 2010 |
| ---- | ---- | ---- |
| 171  | ↘136 | ↘125 |